# 温弗雷德·亚维
温弗雷德·亚维，OLY（1999年12月31日—），肯尼亚裔巴林女子田径运动员，2018年亚洲运动会女子3000米障碍赛金牌得主、2019年亚洲田径锦标赛女子5000米和女子3000米障碍赛金牌得主、女子1500米铜牌得主、2023年世界田径锦标赛女子3000米障碍赛金牌得主。
2024年夏季奥运会上，亚维以8分52秒76、打破奥运会记录的成绩获得女子3000米障碍赛金牌。